# Phare de Ras Thyna
Le phare de Ras Thyna est un phare situé près de l'ancienne cité antique de Thaenae, l'actuelle ville de Thyna (dépendant du gouvernorat de Sfax en Tunisie).
Les phares de Tunisie sont sous l'autorité du Service des phares et balises de la République tunisienne (SPHB).

## Description
Le phare des Ras Thyna est un feu de quatrième ordre qui est mis en service en mai 1895. Il est l'un des derniers phares construits pour la signalisation de la côte sud de la Tunisie. Il est érigé sur un promontoire nommé Ras Thyna, à environ quinze kilomètres au sud-ouest de Sfax.
C'est une tour effilée conique, avec galerie et lanterne, de 44 mètres de haut. Elle est attachée à une maison de gardiens de deux étages. La tour est peinte en blanc avec trois larges bandes horizontales rouges et la lanterne est rouge. Il émet, à une hauteur focale de 55 mètres au-dessus du niveau de la mer, deux éclat blancs toutes les dix secondes, visibles jusqu'à 43 kilomètres.

## Importance en histoire de l'architecture
L'emplacement retenu pour la construction du phare se situe dans une zone très basse, entourée de hauts-fonds très étendus du côté de la mer et d'un vaste marécage vers la ville de Sfax, praticable seulement par temps sec. De plus, la région ne présente pas de carrières de pierres, ni des maçons ou des tailleurs.
En 1869, fort de l'expérience récente de l'ingénieur français François Coignet dans la première construction du phare de Port-Saïd, à l'entrée du canal de Suez, réalisé par coulage de béton fabriqué avec les matériaux collectés sur place, l'ingénieur français Régnoul, responsable de la construction, décide d'une construction uniquement en béton en utilisant les cailloux des environs, le sable disponible sur la côte, de l'eau de mer et des ciments de l'usine Lafarge du Teil. Un massif de béton est d'abord formé, puis la tour proprement dite du phare est dressée jusqu'à 42 mètres de hauteur en superposant des anneaux cylindriques prémoulés de 1,08 m de hauteur (correspondant à six marches de l'escalier en colimaçon de la tour). Contrairement à la progression laborieuse du phare de Port-Saïd, où les anneaux étaient construits petit à petit sur la tour en montant et démontant un coffrage en banches dans lesquelles le mélange était tassé puis laissé séché, la construction du phare de Ras Thyna se fait avec des anneaux coulés indépendamment dans des moules, puis assemblés : c'est la première construction en béton préfabriqué de l'histoire. Le phare est ainsi achevé dans les délais records de six mois (décembre 1894 à avril 1895) et devient le plus haut bâtiment en béton pur de l'époque. Le phare de Taguermess est ensuite construit par le même ingénieur avec la même technique.
Pour les bâtiments au pied du phare destinées à accueillir les gardiens, ils sont construits en réutilisant des pierres de taille de l'ancienne cité romaine de Thenae.
Identifiant : ARLHS : TUN009 - Amirauté : E6359 - NGA : 21836.
|                                         |
| Vue de la citadelle romaine de Thaenae. |

|               |
| Vue du phare. |

### Lien connexe
- Liste des principaux phares de Tunisie
- Liste des phares et balises de Tunisie